# Nilea insidiosa
Nilea insidiosa là một loài ruồi trong họ Tachinidae.